# Periférico de salida

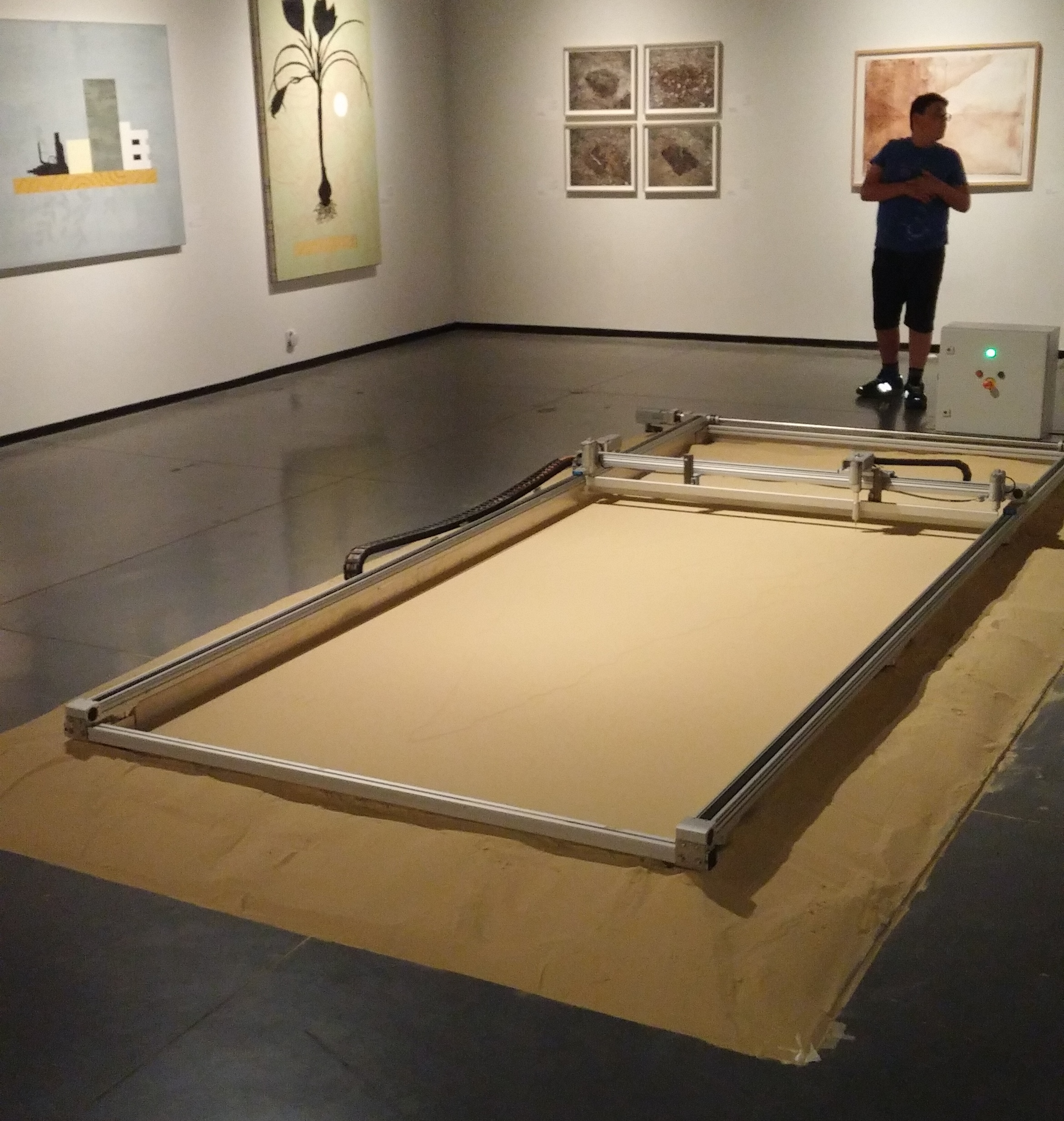
Plóter de 5 metros

Los dispositivos de salida son aquellos periféricos que se adosan a un ordenador y cuya finalidad es comunicar información al usuario. Se distingue de los dispositivos de entrada, aquellos mediante los cuales el usuario incorpora información al ordenador. Los dispositivos de salida muestran información que ya ha sido ingresada y procesada, información que se devuelve al mundo.

## Interacción de ordenador-humano
En la interacción de ordenador-humano, la salida es la información producida por el programa del ordenador y percibida por el usuario. Las clases de salida, los productos de programa y las clases de entrada que el programa acepta, definen la interfaz de usuario del programa.
En este contexto, regeneración y la salida a menudo son usadas de manera intercambiable. Sin embargo, la salida tiende a referirse expresamente a la salida explícita, algo que intencionadamente proporcionan para el usuario, mientras que la regeneración también abarca los subproductos de operación que pasan de contener la información (visto la regeneración moderada) y sirven para guardar artículos o información.

## Telecomunicaciones
En la telecomunicac
1. Información recuperada de una unidad funcional o de una red, por lo general después de algún tratamiento.
2. Un estado de salida, o secuencia de estados.
3. Pertenencia a un dispositivo, proceso, o canal complicado en la producción de datos por un ordenador o por cualquiera de sus componentes.

## Teoría de Control
En la teoría de control, las salidas de un sistema son que puede ser medido. Expresamente, las salidas se diferencian de estados.

## Macroeconomía
En macroeconomía, la salida son los bienes producidos y servicios en una economía. Una distinción se dibuja entre la salida gruesa y la salida neta.

## Teoría de equidad
En la teoría de equidad, la salida son las ventajas que un empleado recibe, incluyendo el dinero, donaciones, poder, estado, fama o variedad.